# Viena Capellanes

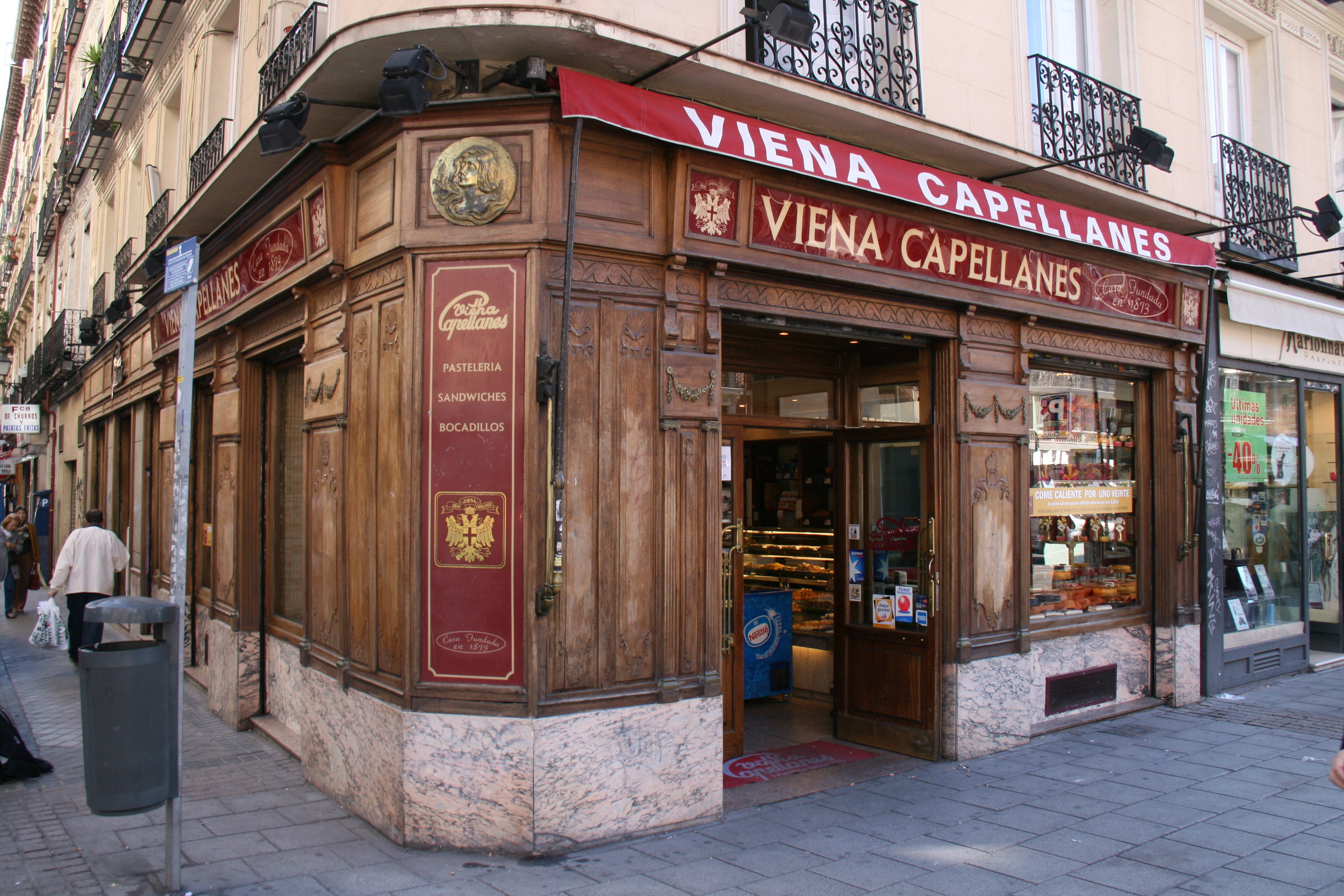
Tienda de Viena-Capellanes de la calle Fuencarral de Madrid.

La casa Viena Capellanes es una pastelería de Madrid que fue fundada en 1873 por el empresario Matías Lacasa como panadería. Sus primeras ventas fueron el pan de Viena en Madrid. El nombre proviene de la primera panadería que abrió en la calle Capellanes de Madrid (actual Maestro Victoria). La idea desde el comienzo de la puesta en funcionamiento del negocio fue la posibilidad de ofrecer a la clientela un servicio de té. En los años treinta ya había una decena de establecimientos. Tuvo la distinción de ser proveedora de la casa real. En la actualidad es además una empresa de cáterin que da servicio a empresas. Fue dirigida por Ricardo Baroja y Nessi, y en ella trabajó su hermano, Pío Baroja y Nessi.

## Historia
El empresario aragonés Matías Lacasa conoce en 1873 a un médico valenciano que estuvo en la Exposición Universal de Viena. Este médico afirma haber visto la elaboración de panecillos que tenían gran aceptación durante la Exposición Universal. Matías, convencido, instaló una panadería en la calle Capellanes y finalmente hizo que este proceso de panificación, conocido como pan de viena fuera conocido en Madrid.